# Grand Prix Formule 1 van Portugal 1984
De Grand Prix Formule 1 van Portugal 1984 werd verreden op 21 oktober op het circuit van Estoril. Het was de zestiende en laatste race van het seizoen.

## Verslag
Niki Lauda moest tweede worden om de wereldtitel te pakken. Hij kwam op de tweede plaats te liggen nadat Nigel Mansell op achttien rondes van het einde moest opgeven. Hierdoor versloeg hij zijn teammaat Alain Prost met een half punt.

## Uitslag
| Positie | Nummer | Rijder             | Team              | Ronden | Tijd/Opgave         | Startplaats | Punten |
| ------- | ------ | ------------------ | ----------------- | ------ | ------------------- | ----------- | ------ |
| 1       | 7      | Alain Prost        | McLaren-TAG       | 70     | 1:41:11.753         | 2           | 9      |
| 2       | 8      | Niki Lauda         | McLaren-TAG       | 70     | + 13.425            | 11          | 6      |
| 3       | 19     | Ayrton Senna       | Toleman-Hart      | 70     | + 20.042            | 3           | 4      |
| 4       | 27     | Michele Alboreto   | Ferrari           | 70     | + 20.317            | 8           | 3      |
| 5       | 11     | Elio de Angelis    | Lotus-Renault     | 70     | + 1:32.169          | 5           | 2      |
| 6       | 1      | Nelson Piquet      | Brabham-BMW       | 69     | + 1 Ronde           | 1           | 1      |
| 7       | 15     | Patrick Tambay     | Renault           | 69     | + 1 Ronde           | 7           |        |
| 8       | 22     | Riccardo Patrese   | Alfa Romeo        | 69     | + 1 Ronde           | 12          |        |
| 9       | 28     | René Arnoux        | Ferrari           | 69     | + 1 Ronde           | 17          |        |
| 10      | 2      | Manfred Winkelhock | Brabham-BMW       | 69     | + 1 Ronde           | 19          |        |
| 11      | 20     | Stefan Johansson   | Toleman-Hart      | 69     | + 1 Ronde           | 10          |        |
| 12      | 26     | Andrea de Cesaris  | Ligier-Renault    | 69     | + 1 Ronde           | 20          |        |
| 13      | 14     | Gerhard Berger     | ATS-BMW           | 68     | + 2 Rondes          | 23          |        |
| 14      | 5      | Jacques Laffite    | Williams-Honda    | 67     | + 3 Rondes          | 15          |        |
| 15      | 21     | Mauro Baldi        | Spirit-Hart       | 66     | + 4 Rondes          | 25          |        |
| 16      | 30     | Jo Gartner         | Osella-Alfa Romeo | 65     | Geen benzine        | 24          |        |
| 17      | 23     | Eddie Cheever      | Alfa Romeo        | 64     | + 6 Rondes          | 14          |        |
| NF      | 24     | Piercarlo Ghinzani | Osella-Alfa Romeo | 60     | Motor               | 22          |        |
| NF      | 12     | Nigel Mansell      | Lotus-Renault     | 52     | Spin                | 6           |        |
| NF      | 16     | Derek Warwick      | Renault           | 51     | Versnellingsbak     | 9           |        |
| NF      | 33     | Philippe Streiff   | Renault           | 48     | Transmissie         | 13          |        |
| NF      | 6      | Keke Rosberg       | Williams-Honda    | 39     | Motor               | 4           |        |
| NF      | 25     | Francois Hesnault  | Ligier-Renault    | 31     | Elektrisch probleem | 21          |        |
| NF      | 18     | Thierry Boutsen    | Arrows-BMW        | 24     | Transmissie         | 18          |        |
| NF      | 10     | Jonathan Palmer    | RAM-Hart          | 19     | Versnellingsbak     | 26          |        |
| NF      | 17     | Marc Surer         | Arrows-BMW        | 8      | Elektrisch probleem | 16          |        |
| NF      | 9      | Philippe Alliot    | RAM-Hart          | 2      | Motor               | 27          |        |

## Statistieken
| Pole-position | Nelson Piquet | Brabham-BMW | 1:21.703 |
| Snelste ronde | Niki Lauda    | Mclaren-TAG | 1:22.996 |

## Noot
- Dit was het debuut van de Franse coureur Philippe Streiff.
- Dit was de derde wereldtitel voor Niki Lauda en de vierde wereldtitel voor een Oostenrijkse coureur. Door zijn derde wereldtitel te behalen, evenaarde Lauda Juan Manuel Fangio in 1955, Jack Brabham in 1966 en Jackie Stewart in 1973 als de vierde coureur met minstens drie wereldtitels.

1958 · 1959 · 1960 · 1984 · 1985 · 1986 · 1987 · 1988 · 1989 · 1990 · 1991 · 1992 · 1993 · 1994 · 1995 · 1996 · 2020 · 2021